# The Edge of Love
The Edge of Love (deutscher Verweistitel: Edge of Love – Was von der Liebe bleibt) ist ein britisches Filmdrama aus dem Jahr 2008. Regie führte John Maybury, das Drehbuch schrieb Sharman Macdonald.

## Handlung
Vera Phillips lernt als Teenager Dylan Thomas kennen, mit dem sie eine Liebesbeziehung verbindet. Einige Jahre später – während des Zweiten Weltkriegs – trifft sie in London den inzwischen als Dichter bekannten Thomas wieder. Thomas ist jetzt mit Caitlin MacNamara verheiratet; Phillips arbeitet als Sängerin und lernt den Soldaten William Killick kennen, den sie kurz darauf heiratet. Thomas schreibt Drehbücher für Propagandafilme.
Nach der Versetzung ihres Ehemannes Killick ins Ausland zieht Phillips zu Thomas und dessen Ehefrau MacNamara, in ein direkt benachbartes Häuschen. Phillips bringt ihren Sohn Rowatt zur Welt, während ihr Mann und Vater des Kindes in Griechenland kämpft. Sie erneuert ihre Liebesbeziehung zu Thomas und freundet sich mit MacNamara an. Killick wird nach seiner Rückkehr gegenüber dem Dichter gewalttätig, da er glaubt, Thomas sei der Vater des Kindes.
Am Ende wird Killick in einem Prozess freigesprochen, obwohl Thomas gegen ihn ausgesagt hat. Im Folgenden verlassen MacNamara und Thomas ihr Haus, während Phillips und Killick mit ihrem gemeinsamen Sohn Rowatt dort bleiben. Die beiden Frauen versprechen einander noch, dass sie nie einsam sein werden.

## Kritiken
Die Redaktion der BBC bezeichnete den Film als eine „kraftvoll gezeichnete Liebesgeschichte“.
Eine Kritik in der Daily Mail vom 14. März 2008 lobte die „außergewöhnlichen“ („sublime“) Darstellungen von Keira Knightley und Sienna Miller. Die vier Hauptdarsteller seien „brillant“.

## Hintergründe
Keira Knightley spielte zum ersten Mal in einem Film, welcher nach einem Drehbuch ihrer Mutter gedreht wurde. Sie sprach in einem Interview darüber, wie außergewöhnlich diese Arbeit gewesen sei, weil die Schauspielerin mit den Werken ihrer Mutter aufgewachsen sei, die in ihrem Leben eine große Rolle gespielt hätten. Die Anwesenheit der Mutter am Filmset sei jedoch keine zusätzliche Belastung gewesen.
Der Film wurde in London und in verschiedenen Orten in Wales gedreht. Seine Weltpremiere fand am 15. Mai 2008 auf dem Cannes Film Market statt. Am 18. Juni 2008 eröffnete eine Vorführung des Films das Edinburgh Film Festival, zwei Tage später lief er in den britischen Kinos an. Deutscher Kinostart war am 23. Juli 2009.